# Bile (Luhansk)
|  | Per a altres significats, vegeu «Béloie». |

Bile (en ucraïnès: Біле, en rus: Белое, Béloie) és una vila, un possiólok de l'óblast de Luhansk a Ucraïna, situada actualment a zona ocupada República Popular de Luhansk de la Rússia. El 2019 tenia 6.330 habitants.